# Murianík
Murianík (1010 m) – szczyt w północnej części pasma Gór Czerchowskich we wschodniej Słowacji. Zalesiony. 

## Szlaki turystyczne
niebieski: wieś Ruská Voľa nad Popradom – Dlhá – przełęcz Pod Dlhou – Murianík – Malý Minčol – wieś Livov – wieś Kríže
 czerwony: graniczny grzbiet Gór Leluchowskich – wieś Obručné – Dlhá – przełęcz Pod Dlhou – Murianík – Malý Minčol – Lazy - Minčol